# Tournoi de tennis de Suède
Ne doit pas être confondu avec Tournoi de tennis Nordic Light.
Le tournoi de Suède est un tournoi de tennis masculin et féminin organisé sur terre battue à Båstad.
Si la compétition masculine se tient chaque année sans exception depuis le milieu des années 1950, la version féminine, qui débute en 1948, a été interrompue en 1990 pour refaire son apparition au calendrier WTA en juillet 2009 avant de disparaître à nouveau en 2018 puis de revenir en 2019. Les deux compétitions sont intégrées aux circuits professionnel ATP et WTA.
Avec quatre succès, Magnus Gustafsson y détient le record de victoires en simple messieurs.

## Palmarès dames

### Simple
| No       | Date       | Nom et lieu du tournoi                              | Catégorie                                           | Dotation                                            | Surface                                             | Vainqueure                                          | Finaliste                                           | Score                                               |                                                     |
| -------- | ---------- | --------------------------------------------------- | --------------------------------------------------- | --------------------------------------------------- | --------------------------------------------------- | --------------------------------------------------- | --------------------------------------------------- | --------------------------------------------------- | --------------------------------------------------- |
| 1        | 18-07-1948 | Swedish International, Båstad                       |                                                     | NC                                                  | Terre (ext.)                                        | Hilde Sperling                                      | Jadwiga Jędrzejowska                                | 8-6, 0-6, 6-1                                       | Tableau                                             |
| 2        | 11-07-1949 | Swedish Championships, Båstad                       |                                                     | NC                                                  | Terre (ext.)                                        | Thelma Coyne Long                                   | Hilde Sperling                                      | 6-2, 6-3                                            | Tableau                                             |
| 3        | 17-07-1950 | Swedish International HC, Båstad                    |                                                     | NC                                                  | Terre (ext.)                                        | Thelma Coyne Long                                   | Hilde Sperling                                      | 3-6, 6-2, 6-4                                       | Tableau                                             |
| 4        | 02-07-1951 | Swedish International HC, Båstad                    |                                                     | NC                                                  | Terre (ext.)                                        | Nancye Wynne Bolton                                 | Solveig Gustafsson                                  | 6-3, 6-1                                            | Tableau                                             |
| 5        | 15-07-1952 | Swedish International HC, Båstad                    |                                                     | NC                                                  | Terre (ext.)                                        | Hazel Redick-Smith                                  | Julia Wipplinger                                    | 6-2, 8-6                                            |                                                     |
| 6        | 05-07-1953 | Swedish International HC, Båstad                    |                                                     | NC                                                  | Terre (ext.)                                        | Maureen Connolly                                    | Julia Sampson                                       | 6-1, 6-3                                            |                                                     |
| 7        | 04-07-1954 | Swedish Championships, Båstad                       |                                                     | NC                                                  | Terre (ext.)                                        | Birgit Gullbrandsson                                | Milly Vagn-Nielsen                                  | 6-2, 6-2                                            |                                                     |
| 8        | 03-07-1955 | Swedish Hard Court, Båstad                          |                                                     | NC                                                  | Terre (ext.)                                        | Doris Hart                                          | Ruth Kaufmann                                       | 6-3, 9-7                                            |                                                     |
| 9        | 08-07-1956 | Swedish Hard Court, Båstad                          |                                                     | NC                                                  | Terre (ext.)                                        | Angela Buxton                                       | Birgit Gullbrandsson                                | 3-6, 6-3, 6-4                                       |                                                     |
| 10       | 04-07-1957 | Swedish Hard Court, Båstad                          |                                                     | NC                                                  | Terre (ext.)                                        | Shirley Bloomer                                     | Yola Ramírez                                        | 7-5, 6-4                                            |                                                     |
| 11       | 07-07-1958 | Swedish Championships, Båstad                       |                                                     | NC                                                  | Terre (ext.)                                        | Heather Segal                                       | Karol Fageros                                       | 2-6, 6-0, 6-0                                       |                                                     |
| 12       | 06-07-1959 | Swedish International, Båstad                       |                                                     | NC                                                  | Terre (ext.)                                        | Beverly Baker                                       | Joan Johnson                                        | 6-4, 6-1                                            |                                                     |
| 13       | 05-07-1960 | Swedish Championships, Båstad                       |                                                     | NC                                                  | Terre (ext.)                                        | Lea Pericoli                                        | Sylvana Lazzarino                                   | 3-6, 7-5, 6-2                                       |                                                     |
| 14       | 09-07-1961 | Swedish International, Båstad                       |                                                     | NC                                                  | Terre (ext.)                                        | Belmar Gunderson                                    | Ulla Lothberg                                       | 6-1, 6-2                                            |                                                     |
| 15       | 16-07-1962 | Swedish International, Båstad                       |                                                     | NC                                                  | Terre (ext.)                                        | Maria Bueno                                         | Ulla Sandulf                                        | 6-2, 6-0                                            |                                                     |
| 16       | 06-07-1963 | Swedish International, Båstad                       |                                                     | NC                                                  | Terre (ext.)                                        | Edda Buding                                         | Maria-Teresa Riedl                                  | 6-1, 7-5                                            |                                                     |
| 17       | 06-07-1964 | Swedish Championships, Båstad                       |                                                     | NC                                                  | Terre (ext.)                                        | Donna Floyd Fales                                   | Ulla Sandulf                                        | 6-3, 5-7, 6-3                                       |                                                     |
| 18       | 11-07-1965 | Swedish International, Båstad                       |                                                     | NC                                                  | Terre (ext.)                                        | Christina Sandberg                                  | Leena Ahonen                                        | 6-8, 6-4, 6-4                                       |                                                     |
| 19       | ??-07-1966 | Swedish International, Båstad                       |                                                     | NC                                                  | Terre (ext.)                                        | Christina Sandberg                                  | Katarina Bartholdson                                | 6-4, 6-1                                            |                                                     |
| 20       | 17-07-1967 | Swedish International, Båstad                       |                                                     | NC                                                  | Terre (ext.)                                        | Françoise Dürr                                      | Rosie Casals                                        | 7-5, 2-6, 6-2                                       |                                                     |
| Ère Open |            |                                                     |                                                     |                                                     |                                                     |                                                     |                                                     |                                                     |                                                     |
| 21       | 07-07-1968 | Swedish Open, Båstad                                |                                                     | NC                                                  | Terre (ext.)                                        | Julie Heldman                                       | Kathleen Harter                                     | Sort                                                | Tableau                                             |
| 22       | 07-07-1969 | Swedish Open, Båstad                                |                                                     | NC                                                  | Terre (ext.)                                        | Peaches Bartkowicz                                  | Christina Sandberg                                  | 5-7, 6-4, 6-2                                       | Tableau                                             |
| 23       | 02-07-1970 | Swedish Open, Båstad                                |                                                     | NC                                                  | Terre (ext.)                                        | Peaches Bartkowicz                                  | Ingrid Löfdahl                                      | 6-1, 6-1                                            |                                                     |
| 24       | 05-07-1971 | Swedish Open, Båstad                                | Grand Prix                                          | NC                                                  | Terre (ext.)                                        | Helga Masthoff                                      | Ingrid Löfdahl                                      | 4-6, 6-1, 6-3                                       |                                                     |
| 25       | 10-07-1972 | Swedish Open, Båstad                                | Grand Prix                                          | 30 000 $                                            | Terre (ext.)                                        | Ingrid Löfdahl                                      | Christina Sandberg                                  | 1-6, 6-3, 8-6                                       | Tableau                                             |
| 26       | 09-07-1973 | Swedish Open, Båstad                                |                                                     | NC                                                  | Terre (ext.)                                        | Glynis Coles                                        | Christina Sandberg                                  | 4-6, 6-4, 6-3                                       |                                                     |
| 27       | 08-07-1974 | Swedish Open Championships, Båstad                  |                                                     | NC                                                  | Terre (ext.)                                        | Sue Barker                                          | Marijke Jansen                                      | 6-1, 7-5                                            | Tableau                                             |
| 28       | 07-07-1975 | Swedish Open Championships, Båstad                  |                                                     | NC                                                  | Terre (ext.)                                        | Sue Barker                                          | Helga Masthoff                                      | 6-4, 6-0                                            | Tableau                                             |
| 29       | 05-07-1976 | Swedish Open, Båstad                                |                                                     | NC                                                  | Terre (ext.)                                        | Renáta Tomanová                                     | Helen Anliot                                        | 6-3, 6-2                                            |                                                     |
| 30       | 04-07-1977 | Swedish Open, Båstad                                |                                                     | NC                                                  | Terre (ext.)                                        | Florenta Mihai                                      | Mary Struthers                                      | 6-4, 6-4                                            |                                                     |
| 31       | 17-07-1978 | Swedish Open, Båstad                                | [ 2 ]                                               | NC                                                  | Terre (ext.)                                        | Elly Appel                                          | Sylvia Hanika                                       | 2-6, 6-4, 6-2                                       |                                                     |
| 32       | 23-07-1979 | Swedish Open, Båstad                                | [ 2 ]                                               | NC                                                  | Terre (ext.)                                        | Elizabeth Ekblom                                    | Lena Sandin                                         | 7-63, 6-3                                           |                                                     |
| 33       | 14-07-1980 | Swedish Open, Båstad                                | [ 2 ]                                               | NC                                                  | Terre (ext.)                                        | Virginia Ruzici                                     | Nina Bohm                                           | 6-2, 7-5                                            |                                                     |
| 34       | 20-07-1981 | Swedish Open, Båstad                                | [ 2 ]                                               | NC                                                  | Terre (ext.)                                        | Lena Sandin                                         | Catrin Jexell                                       | 6-2, 7-63                                           |                                                     |
| 35       | 12-07-1982 | Swedish Open, Båstad                                | [ 2 ]                                               | NC                                                  | Terre (ext.)                                        | Lena Sandin                                         | Manuela Maleeva                                     | 6-7, 7-5, 6-3                                       |                                                     |
| 36       | 11-07-1983 | Swedish Open, Båstad                                | [ 2 ]                                               | 10 000 $                                            | Terre (ext.)                                        | Virginia Ruzici                                     | Carin Anderholm                                     | 6-2, 6-3                                            |                                                     |
| 37       | 16-07-1984 | Swedish Open, Båstad                                | [ 2 ]                                               | NC                                                  | Terre (ext.)                                        | Annette Gulley                                      | Carin Anderholm                                     | 4-6, 6-4, 6-4                                       |                                                     |
| 38       | 21-07-1985 | Volvo Ladies Event, Båstad                          | [ 2 ]                                               | 25 000 $                                            | Terre (ext.)                                        | Maria Lindström                                     | Olga Votavová                                       | 4-6, 6-3, 7-5                                       |                                                     |
| 39       | 13-07-1986 | Volvo Ladies Event, Båstad                          | [ 2 ]                                               | 25 000 $                                            | Terre (ext.)                                        | Catarina Lindqvist                                  | Catrin Jexell                                       | 6-2, 6-0                                            |                                                     |
| 40       | 06-07-1987 | Volvo Ladies Event, Båstad                          |                                                     | 75 000 $                                            | Terre (ext.)                                        | Sandra Cecchini                                     | Catarina Lindqvist                                  | 6-4, 6-4                                            | Tableau                                             |
| 41       | 04-07-1988 | Volvo Cup, Båstad                                   | Tier V                                              | 75 000 $                                            | Terre (ext.)                                        | Isabel Cueto                                        | Sandra Cecchini                                     | 7-5, 6-1                                            | Tableau                                             |
| 42       | 24-07-1989 | Volvo Open, Båstad                                  | Tier V                                              | 75 000 $                                            | Terre (ext.)                                        | Katerina Maleeva                                    | Sabine Hack                                         | 6-1, 6-3                                            | Tableau                                             |
| 43       | 09-07-1990 | Swedish Open, Båstad                                | Tier V                                              | 75 000 $                                            | Terre (ext.)                                        | Sandra Cecchini                                     | Csilla Bartos                                       | 6-1, 6-2                                            | Tableau                                             |
|          | 1991-2008  | Pas de tournoi                                      | Pas de tournoi                                      | Pas de tournoi                                      | Pas de tournoi                                      | Pas de tournoi                                      | Pas de tournoi                                      | Pas de tournoi                                      | Pas de tournoi                                      |
| 44       | 06-07-2009 | Collector Swedish Open Women, Båstad                | Intern'l                                            | 220 000 $                                           | Terre (ext.)                                        | María José Martínez                                 | Caroline Wozniacki                                  | 7-5, 6-4                                            | Tableau                                             |
| 45       | 05-07-2010 | Collector Swedish Open Women, Båstad                | Intern'l                                            | 220 000 $                                           | Terre (ext.)                                        | Aravane Rezaï                                       | Gisela Dulko                                        | 6-3, 4-6, 6-4                                       | Tableau                                             |
| 46       | 04-07-2011 | Collector Swedish Open Women, Båstad                | Intern'l                                            | 220 000 $                                           | Terre (ext.)                                        | Polona Hercog                                       | Johanna Larsson                                     | 6-4, 7-5                                            | Tableau                                             |
| 47       | 16-07-2012 | Sony Swedish Open, Båstad                           | Intern'l                                            | 220 000 $                                           | Terre (ext.)                                        | Polona Hercog                                       | Mathilde Johansson                                  | 0-6, 6-4, 7-5                                       | Tableau                                             |
| 48       | 15-07-2013 | Collector Swedish Open, Båstad                      | Intern'l                                            | 235 000 $                                           | Terre (ext.)                                        | Serena Williams                                     | Johanna Larsson                                     | 6-4, 6-1                                            | Tableau                                             |
| 49       | 14-07-2014 | Collector Swedish Open, Båstad                      | Intern'l                                            | 226 750 $                                           | Terre (ext.)                                        | Mona Barthel                                        | Chanelle Scheepers                                  | 6-3, 7-63                                           | Tableau                                             |
| 50       | 13-07-2015 | Collector Swedish Open, Båstad                      | Intern'l                                            | 226 750 $                                           | Terre (ext.)                                        | Johanna Larsson                                     | Mona Barthel                                        | 6-3, 7-62                                           | Tableau                                             |
| 51       | 18-07-2016 | Ericsson Open, Båstad                               | Intern'l                                            | 226 750 $                                           | Terre (ext.)                                        | Laura Siegemund                                     | Kateřina Siniaková                                  | 7-5, 6-1                                            | Tableau                                             |
| 52       | 24-07-2017 | Ericsson Open, Båstad                               | Intern'l                                            | 226 750 $                                           | Terre (ext.)                                        | Kateřina Siniaková                                  | Caroline Wozniacki                                  | 6-3, 6-4                                            | Tableau                                             |
|          | 2018       | Pas de tournoi                                      | Pas de tournoi                                      | Pas de tournoi                                      | Pas de tournoi                                      | Pas de tournoi                                      | Pas de tournoi                                      | Pas de tournoi                                      | Pas de tournoi                                      |
| 53       | 08-07-2019 | Swedish Open, Båstad                                | WTA 125                                             | 115 000 $                                           | Terre (ext.)                                        | Misaki Doi                                          | Danka Kovinić                                       | 6-4, 6-4                                            | Tableau                                             |
|          | 2020       | Tournoi annulé en raison de la pandémie de Covid-19 | Tournoi annulé en raison de la pandémie de Covid-19 | Tournoi annulé en raison de la pandémie de Covid-19 | Tournoi annulé en raison de la pandémie de Covid-19 | Tournoi annulé en raison de la pandémie de Covid-19 | Tournoi annulé en raison de la pandémie de Covid-19 | Tournoi annulé en raison de la pandémie de Covid-19 | Tournoi annulé en raison de la pandémie de Covid-19 |
| 54       | 05-07-2021 | Nordea Open, Båstad                                 | WTA 125                                             | 115 000 $                                           | Terre (ext.)                                        | Nuria Párrizas Díaz                                 | Olga Govortsova                                     | 6-2, 6-2                                            | Tableau                                             |
| 55       | 04-07-2022 | Nordea Open, Båstad                                 | WTA 125                                             | 115 000 $                                           | Terre (ext.)                                        | Jang Su-jeong                                       | Rebeka Masarova                                     | 3-6, 6-3, 6-1                                       | Tableau                                             |
| 56       | 10-07-2023 | Nordea Open, Båstad                                 | WTA 125                                             | 115 000 $                                           | Terre (ext.)                                        | Olga Danilović                                      | Emma Navarro                                        | 7-64, 3-6, 6-3                                      | Tableau                                             |
| 57       | 08-07-2024 | Nordea Open, Båstad                                 | WTA 125                                             | 115 000 $                                           | Terre (ext.)                                        | Martina Trevisan                                    | Ann Li                                              | 6-2, 6-2                                            | Tableau                                             |
| 58       | 07-07-2025 | Nordea Open, Båstad                                 | WTA 125                                             | 115 000 $                                           | Terre (ext.)                                        | Elisabetta Cocciaretto                              | Katarzyna Kawa                                      | 6-3, 6-4                                            | Tableau                                             |

### Double
| No       | Date       | Nom et lieu du tournoi                              | Catégorie                                           | Dotation                                            | Surface                                             | Vainqueures                                         | Finalistes                                          | Score                                               |                                                     |
| -------- | ---------- | --------------------------------------------------- | --------------------------------------------------- | --------------------------------------------------- | --------------------------------------------------- | --------------------------------------------------- | --------------------------------------------------- | --------------------------------------------------- | --------------------------------------------------- |
| 1        | 18-07-1948 | Swedish International Båstad                        |                                                     | NC                                                  | Terre (ext.)                                        | Rita Anderson Barbara Scofield                      | Britt Carlgren Jadwiga Jędrzejowska                 | 4-6, 6-0, 6-2                                       | Tableau                                             |
| 2        | 11-07-1949 | Swedish Championships Båstad                        |                                                     | NC                                                  | Terre (ext.)                                        | Joyce Fitch Thelma Coyne Long                       | Birgit Gullbrandsson Hilde Sperling                 | 6-1, 6-1                                            | Tableau                                             |
| 3        | 17-07-1950 | Swedish International HC Båstad                     |                                                     | NC                                                  | Terre (ext.)                                        | Mary Lagerborg Thelma Coyne Long                    | Rita Anderson Joan Curry                            | 6-3, 6-3                                            | Tableau                                             |
| 4        | 02-07-1951 | Swedish International HC Båstad                     |                                                     | NC                                                  | Terre (ext.)                                        | Birgit Gullbrandsson Hilde Sperling                 | Nancye Wynne Bolton Clare Proctor                   | NC                                                  | Tableau                                             |
| 5        | 05-07-1953 | Swedish International HC Båstad                     |                                                     | NC                                                  | Terre (ext.)                                        | Maureen Connolly Julia Sampson                      | Mary Lagerborg Birgit Gullbrandsson                 | 6-1, 6-1                                            |                                                     |
| 6        | 04-07-1954 | Swedish Championships Båstad                        |                                                     | NC                                                  | Terre (ext.)                                        | M. Harline-Arni Solveig Gustafsson                  | Birgit Gullbrandsson Mary Lagerborg                 | 1-6, 6-4, 6-3                                       |                                                     |
| 7        | 08-07-1956 | Swedish Hard Court Båstad                           |                                                     | NC                                                  | Terre (ext.)                                        | Angela Buxton Milly Vagn-Nielsen                    | Alva Bjoerk Solveig Gustafsson                      | 6-4, 6-3                                            |                                                     |
| 8        | 04-07-1957 | Swedish Hard Court Båstad                           |                                                     | NC                                                  | Terre (ext.)                                        | Yola Ramírez Rosie Reyes                            | Shirley Bloomer Solveig Gustafsson                  | 6-4, 4-6, 7-5                                       |                                                     |
| 9        | 06-07-1959 | Swedish International Båstad                        |                                                     | NC                                                  | Terre (ext.)                                        | Joan Johnson Jeri Shepherd                          | Solveig Gustafsson Gudrun Rosin                     | 6-2, 3-6, 6-2                                       |                                                     |
| 10       | 05-07-1960 | Swedish Championships Båstad                        |                                                     | NC                                                  | Terre (ext.)                                        | Sylvana Lazzarino Lea Pericoli                      | Maria Tort de Ayala Kaija Horsma                    | 6-3, 6-4                                            |                                                     |
| 11       | 16-07-1962 | Swedish International Båstad                        |                                                     | NC                                                  | Terre (ext.)                                        | Maria Bueno Carmen Coronado                         | Kaija Horsma Gudrun Rosin                           | 6-2, 6-1                                            |                                                     |
| 12       | 06-07-1963 | Swedish International Båstad                        |                                                     | NC                                                  | Terre (ext.)                                        | Edda Buding Maria-Teresa Riedl                      | Katarina Bartholdson Gudrun Rosin                   | 6-3, 6-1                                            |                                                     |
| 13       | 06-07-1964 | Swedish Championships Båstad                        |                                                     | NC                                                  | Terre (ext.)                                        | Donna Floyd Fales Christina Sandberg                | Eva Lundquist Ingrid Löfdahl                        | NC                                                  |                                                     |
| 14       | 11-07-1965 | Swedish International Båstad                        |                                                     | NC                                                  | Terre (ext.)                                        | Liv Paldan Ulla Sandulf                             | Leena Ahonen Gudrun Rosin                           | 6-2, 6-4                                            |                                                     |
| Ère Open |            |                                                     |                                                     |                                                     |                                                     |                                                     |                                                     |                                                     |                                                     |
| 15       | 07-07-1968 | Swedish Open Båstad                                 |                                                     | NC                                                  | Terre (ext.)                                        | Eva Lundquist Olga Morozova                         | Kathleen Harter Julie Heldman                       | 6-0, 6-4                                            | Tableau                                             |
| 16       | 07-07-1969 | Swedish Open Båstad                                 |                                                     | NC                                                  | Terre (ext.)                                        | Peaches Bartkowicz Eva Lundquist                    | Christina Sandberg Margareta Strandberg             | 6-2, 6-4                                            | Tableau                                             |
| 17       | 02-07-1970 | Swedish Open Båstad                                 |                                                     | NC                                                  | Terre (ext.)                                        | Ana María Arias Peaches Bartkowicz                  | Kathleen Harter Eva Lundquist                       | 6-4, 6-4                                            |                                                     |
| 18       | 05-07-1971 | Swedish Open Båstad                                 | Grand Prix                                          | NC                                                  | Terre (ext.)                                        | Helga Masthoff Heide Schildknecht                   | Ana María Arias Linda Tuero                         | 6-2, 6-1                                            |                                                     |
| 19       | 10-07-1972 | Swedish Open Båstad                                 | Grand Prix                                          | 30 000 $                                            | Terre (ext.)                                        | Julie Anthony Kathy Blake                           | Christina Sandberg Ingrid Löfdahl                   | 1-6, 6-4, 6-3                                       | Tableau                                             |
| 20       | 09-07-1973 | Swedish Open Båstad                                 |                                                     | NC                                                  | Terre (ext.)                                        | Ana María Arias Christina Sandberg                  | Sue Barker Glynis Coles                             | 2-6, 6-4, 6-2                                       |                                                     |
| 21       | 08-07-1974 | Swedish Open Championships Båstad                   |                                                     | NC                                                  | Terre (ext.)                                        | Sue Barker Glynis Coles                             | Fiorella Bonicelli Anna-Maria Nasuelli              | 6-2, 6-0                                            | Tableau                                             |
| 22       | 07-07-1975 | Swedish Open Championships Båstad                   |                                                     | NC                                                  | Terre (ext.)                                        | Janet Newberry Pam Teeguarden                       | Fiorella Bonicelli Raquel Giscafré                  | 6-3, 6-3                                            | Tableau                                             |
| 23       | 05-07-1976 | Swedish Open Båstad                                 |                                                     | NC                                                  | Terre (ext.)                                        | María-Isabel Fernández Mimi Wikstedt                | Lesley Hunt Renáta Tomanová                         | 6-1, 7-6                                            |                                                     |
| 24       | 04-07-1977 | Swedish Open Båstad                                 |                                                     | NC                                                  | Terre (ext.)                                        | Cynthia Sieler-Doerner Raquel Giscafré              | Helen Anliot Florenta Mihai                         | 6-2, 7-5                                            |                                                     |
| 25       | 17-07-1978 | Swedish Open Båstad                                 | [ 2 ]                                               | NC                                                  | Terre (ext.)                                        | Betsy Nagelsen Renáta Tomanová                      | Nina Bohm Elizabeth Ekblom                          | 6-1, 6-3                                            |                                                     |
| 26       | 14-07-1980 | Swedish Open Båstad                                 | [ 2 ]                                               | NC                                                  | Terre (ext.)                                        | Nina Bohm Elizabeth Ekblom                          | Helen Anliot Lena Sandin                            | NC                                                  |                                                     |
| 27       | 20-07-1981 | Swedish Open Båstad                                 | [ 2 ]                                               | NC                                                  | Terre (ext.)                                        | Betsy Blaney Chris O'Neil                           | Elizabeth Ekblom Duk-Hee Lee                        | 6-3, 7-5                                            |                                                     |
| 28       | 12-07-1982 | Swedish Open Båstad                                 | [ 2 ]                                               | NC                                                  | Terre (ext.)                                        | Karen Huebner Éva Rózsavölgyi                       | Helena Olsson Myriam Schropp                        | 6-2, 7-5                                            |                                                     |
| 29       | 11-07-1983 | Swedish Open Båstad                                 | [ 2 ]                                               | 10 000 $                                            | Terre (ext.)                                        | Gabriela Dinu Patrizia Murgo                        | Catarina Lindqvist Maria Lindström                  | 6-2, 4-6, 6-4                                       |                                                     |
| 30       | 16-07-1984 | Swedish Open Båstad                                 | [ 2 ]                                               | NC                                                  | Terre (ext.)                                        | Gabriela Dinu Annette Gulley                        | Lea Antonoplis Caryn Copeland                       | 6-1, 6-4                                            |                                                     |
| 31       | 21-07-1985 | Volvo Ladies Event Båstad                           | [ 2 ]                                               | 25 000 $                                            | Terre (ext.)                                        | Elizabeth Ekblom Maria Lindström                    | Karolina Karlsson Anna-Karin Olsson                 | 6-4, 6-4                                            |                                                     |
| 32       | 13-07-1986 | Volvo Ladies Event Båstad                           | [ 2 ]                                               | 25 000 $                                            | Terre (ext.)                                        | Catarina Lindqvist Maria Lindström                  | Christina Singer Ellen Walliser                     | 6-3, 6-2                                            |                                                     |
| 33       | 06-07-1987 | Volvo Ladies Event Båstad                           |                                                     | 75 000 $                                            | Terre (ext.)                                        | Penny Barg Tine Scheuer-Larsen                      | Sandra Cecchini Patricia Tarabini                   | 6-1, 6-2                                            | Tableau                                             |
| 34       | 04-07-1988 | Volvo Cup Båstad                                    | Tier V                                              | 75 000 $                                            | Terre (ext.)                                        | Sandra Cecchini Mercedes Paz                        | Linda Ferrando Silvia La Fratta                     | 6-0, 6-2                                            | Tableau                                             |
| 35       | 24-07-1989 | Volvo Open Båstad                                   | Tier V                                              | 75 000 $                                            | Terre (ext.)                                        | Mercedes Paz Tine Scheuer-Larsen                    | Sabrina Goleš Katerina Maleeva                      | 6-2, 7-5                                            | Tableau                                             |
| 36       | 09-07-1990 | Swedish Open Båstad                                 | Tier V                                              | 75 000 $                                            | Terre (ext.)                                        | Mercedes Paz Tine Scheuer-Larsen                    | Carin Bakkum Nicole Jagerman                        | 6-3, 6-7, 6-2                                       | Tableau                                             |
|          | 1991-2008  | Pas de tournoi                                      | Pas de tournoi                                      | Pas de tournoi                                      | Pas de tournoi                                      | Pas de tournoi                                      | Pas de tournoi                                      | Pas de tournoi                                      | Pas de tournoi                                      |
| 37       | 06-07-2009 | Collector Swedish Open Women Båstad                 | Intern'l                                            | 220 000 $                                           | Terre (ext.)                                        | Gisela Dulko Flavia Pennetta                        | Nuria Llagostera Vives María José Martínez          | 6-2, 0-6, [10-5]                                    | Tableau                                             |
| 38       | 05-07-2010 | Collector Swedish Open Women Båstad                 | Intern'l                                            | 220 000 $                                           | Terre (ext.)                                        | Gisela Dulko Flavia Pennetta                        | Renata Voráčová B. Z. Strýcová                      | 7-60, 6-0                                           | Tableau                                             |
| 39       | 04-07-2011 | Collector Swedish Open Women Båstad                 | Intern'l                                            | 220 000 $                                           | Terre (ext.)                                        | Lourdes Domínguez Lino María José Martínez          | Nuria Llagostera Vives Arantxa Parra Santonja       | 6-3, 6-3                                            | Tableau                                             |
| 40       | 16-07-2012 | Sony Swedish Open Båstad                            | Intern'l                                            | 220 000 $                                           | Terre (ext.)                                        | Catalina Castaño Mariana Duque Mariño               | Eva Hrdinová Mervana Jugić-Salkić                   | 4-6, 7-5, [10-5]                                    | Tableau                                             |
| 41       | 15-07-2013 | Collector Swedish Open Båstad                       | Intern'l                                            | 235 000 $                                           | Terre (ext.)                                        | Anabel Medina Klára Zakopalová                      | Alexandra Dulgheru Flavia Pennetta                  | 6-1, 6-4                                            | Tableau                                             |
| 42       | 14-07-2014 | Collector Swedish Open Båstad                       | Intern'l                                            | 226 750 $                                           | Terre (ext.)                                        | Andreja Klepač M. T. Torró Flor                     | Jocelyn Rae Anna Smith                              | 6-1, 6-1                                            | Tableau                                             |
| 43       | 13-07-2015 | Collector Swedish Open Båstad                       | Intern'l                                            | 226 750 $                                           | Terre (ext.)                                        | Kiki Bertens Johanna Larsson                        | Tatjana Maria Olga Savchuk                          | 7-5, 6-4                                            | Tableau                                             |
| 44       | 18-07-2016 | Ericsson Open Båstad                                | Intern'l                                            | 226 750 $                                           | Terre (ext.)                                        | Andreea Mitu Alicja Rosolska                        | Lesley Kerkhove Lidziya Marozava                    | 6-3, 7-5                                            | Tableau                                             |
| 45       | 24-07-2017 | Ericsson Open Båstad                                | Intern'l                                            | 226 750 $                                           | Terre (ext.)                                        | Quirine Lemoine Arantxa Rus                         | María Irigoyen Barbora Krejčíková                   | 3-6, 6-3, [10-8]                                    | Tableau                                             |
|          | 2018       | Pas de tournoi                                      | Pas de tournoi                                      | Pas de tournoi                                      | Pas de tournoi                                      | Pas de tournoi                                      | Pas de tournoi                                      | Pas de tournoi                                      | Pas de tournoi                                      |
| 46       | 08-07-2019 | Swedish Open Båstad                                 | WTA 125                                             | 115 000 $                                           | Terre (ext.)                                        | Misaki Doi Natalia Vikhlyantseva                    | Alexa Guarachi Danka Kovinić                        | 7-5, 64-7, [10-7]                                   | Tableau                                             |
|          | 2020       | Tournoi annulé en raison de la pandémie de Covid-19 | Tournoi annulé en raison de la pandémie de Covid-19 | Tournoi annulé en raison de la pandémie de Covid-19 | Tournoi annulé en raison de la pandémie de Covid-19 | Tournoi annulé en raison de la pandémie de Covid-19 | Tournoi annulé en raison de la pandémie de Covid-19 | Tournoi annulé en raison de la pandémie de Covid-19 | Tournoi annulé en raison de la pandémie de Covid-19 |
| 47       | 05-07-2021 | Nordea Open Båstad                                  | WTA 125                                             | 115 000 $                                           | Terre (ext.)                                        | Mirjam Björklund Leonie Küng                        | Tereza Mihalíková Kamilla Rakhimova                 | 5-7, 6-3, [10-5]                                    | Tableau                                             |
| 55       | 04-07-2022 | Nordea Open Båstad                                  | WTA 125                                             | 115 000 $                                           | Terre (ext.)                                        | Misaki Doi Rebecca Peterson                         | Mihaela Buzărnescu Irina Khromacheva                | Forfait                                             | Tableau                                             |
| 56       | 10-07-2023 | Nordea Open Båstad                                  | WTA 125                                             | 115 000 $                                           | Terre (ext.)                                        | Irina Khromacheva Panna Udvardy                     | Eri Hozumi Jang Su-jeong                            | 4-6, 6-3, [10-5]                                    | Tableau                                             |
| 57       | 08-07-2024 | Nordea Open Båstad                                  | WTA 125                                             | 115 000 $                                           | Terre (ext.)                                        | Peangtarn Plipuech Tsao Chia-yi                     | María Carlé Julia Riera                             | 7-5, 6-3                                            | Tableau                                             |
| 58       | 07-07-2025 | Nordea Open Båstad                                  | WTA 125                                             | 115 000 $                                           | Terre (ext.)                                        | Jesika Malečková Miriam Škoch                       | I. Burillo Escorihuela Berfu Cengiz                 | 6-4, 6-3                                            | Tableau                                             |

## Palmarès messieurs

### Simple
| No | Date       | Nom et lieu du tournoi                              | Catégorie                                           | Dotation                                            | Surface                                             | Vainqueur                                           | Finaliste                                           | Score                                               |                                                     |
| -- | ---------- | --------------------------------------------------- | --------------------------------------------------- | --------------------------------------------------- | --------------------------------------------------- | --------------------------------------------------- | --------------------------------------------------- | --------------------------------------------------- | --------------------------------------------------- |
| 1  | 08-07-1968 | Swedish Open, Båstad                                |                                                     | NC $                                                | Terre (ext.)                                        | Martin Mulligan                                     | Ion Țiriac                                          | 8-6, 6-4, 6-4                                       |                                                     |
| 2  | 07-07-1969 | Swedish Open, Båstad                                |                                                     | NC $                                                | Terre (ext.)                                        | Manuel Santana                                      | Ion Țiriac                                          | 8-6, 6-4, 6-1                                       |                                                     |
| 3  | 13-07-1970 | Swedish Open, Båstad                                |                                                     | NC $                                                | Terre (ext.)                                        | Dick Crealy                                         | Georges Goven                                       | 6-3, 6-1, 6-1                                       |                                                     |
| 4  | 12-07-1971 | Swedish Open, Båstad                                |                                                     | NC $                                                | Terre (ext.)                                        | Ilie Năstase                                        | Jan Leschly                                         | 6-7, 6-2, 6-1, 6-4                                  |                                                     |
| 5  | 17-07-1972 | Swedish Open, Båstad                                |                                                     | NC $                                                | Terre (ext.)                                        | Manuel Orantes                                      | Ilie Năstase                                        | 6-4, 6-3, 6-1                                       |                                                     |
| 6  | 09-07-1973 | Swedish Open, Båstad                                |                                                     | NC $                                                | Terre (ext.)                                        | Stan Smith                                          | Manuel Orantes                                      | 6-4, 6-2, 7-6                                       |                                                     |
| 7  | 08-07-1974 | Swedish Open, Båstad                                |                                                     | NC $                                                | Terre (ext.)                                        | Björn Borg                                          | Adriano Panatta                                     | 6-3, 6-0, 6-7, 6-3                                  |                                                     |
| 8  | 07-07-1975 | Swedish Open, Båstad                                |                                                     | NC $                                                | Terre (ext.)                                        | Manuel Orantes                                      | José Higueras                                       | 6-0, 6-3                                            |                                                     |
| 9  | 05-07-1976 | Swedish Open, Båstad                                |                                                     | 100 000 $                                           | Terre (ext.)                                        | Antonio Zugarelli                                   | Corrado Barazzutti                                  | 4-6, 7-5, 6-2                                       |                                                     |
| 10 | 04-07-1977 | Swedish Open, Båstad                                |                                                     | 75 000 $                                            | Terre (ext.)                                        | Corrado Barazzutti                                  | Balázs Taróczy                                      | 7-6, 6-7, 6-2                                       |                                                     |
| 11 | 17-07-1978 | Swedish Open, Båstad                                |                                                     | 75 000 $                                            | Terre (ext.)                                        | Björn Borg                                          | Corrado Barazzutti                                  | 6-1, 6-2                                            |                                                     |
| 12 | 16-07-1979 | Swedish Open, Båstad                                |                                                     | 75 000 $                                            | Terre (ext.)                                        | Björn Borg                                          | Balázs Taróczy                                      | 6-1, 7-5                                            |                                                     |
| 13 | 14-07-1980 | Swedish Open, Båstad                                |                                                     | 75 000 $                                            | Terre (ext.)                                        | Balázs Taróczy                                      | Tony Giammalva                                      | 6-3, 3-6, 7-6                                       |                                                     |
| 14 | 20-07-1981 | Swedish Open, Båstad                                |                                                     | 75 000 $                                            | Terre (ext.)                                        | Thierry Tulasne                                     | Anders Järryd                                       | 6-2, 6-3                                            |                                                     |
| 15 | 12-07-1982 | Swedish Open, Båstad                                |                                                     | 75 000 $                                            | Terre (ext.)                                        | Mats Wilander                                       | Henrik Sundström                                    | 6-4, 6-4                                            | Tableau                                             |
| 16 | 11-07-1983 | Swedish Open, Båstad                                |                                                     | 75 000 $                                            | Terre (ext.)                                        | Mats Wilander                                       | Anders Järryd                                       | 6-1, 6-2                                            | Tableau                                             |
| 17 | 16-07-1984 | Swedish Open, Båstad                                |                                                     | 75 000 $                                            | Terre (ext.)                                        | Henrik Sundström                                    | Anders Järryd                                       | 3-6, 7-5, 6-3                                       |                                                     |
| 18 | 15-07-1985 | Swedish Open, Båstad                                |                                                     | 80 000 $                                            | Terre (ext.)                                        | Mats Wilander                                       | Stefan Edberg                                       | 6-1, 6-0                                            | Tableau                                             |
| 19 | 21-07-1986 | Swedish Open, Båstad                                |                                                     | 125 000 $                                           | Terre (ext.)                                        | Emilio Sánchez                                      | Mats Wilander                                       | 7-6, 4-6, 6-4                                       |                                                     |
| 20 | 27-07-1987 | Swedish Open, Båstad                                |                                                     | 175 000 $                                           | Terre (ext.)                                        | Joakim Nyström                                      | Stefan Edberg                                       | 4-6, 6-0, 6-3                                       |                                                     |
| 21 | 11-07-1988 | Swedish Open, Båstad                                |                                                     | 215 000 $                                           | Terre (ext.)                                        | Marcelo Filippini                                   | Francesco Cancellotti                               | 2-6, 6-4, 6-4                                       |                                                     |
| 22 | 31-07-1989 | Swedish Open, Båstad                                |                                                     | 275 000 $                                           | Terre (ext.)                                        | Paolo Canè                                          | Bruno Orešar                                        | 7-6, 7-6                                            |                                                     |
| 23 | 09-07-1990 | Swedish Open, Båstad                                | World Series                                        | 225 000 $                                           | Terre (ext.)                                        | Richard Fromberg                                    | Magnus Larsson                                      | 6-2, 7-6                                            |                                                     |
| 24 | 08-07-1991 | Swedish Open, Båstad                                | World Series                                        | 225 000 $                                           | Terre (ext.)                                        | Magnus Gustafsson                                   | Alberto Mancini                                     | 6-1, 6-2                                            |                                                     |
| 25 | 06-07-1992 | Swedish Open, Båstad                                | World Series                                        | 235 000 $                                           | Terre (ext.)                                        | Magnus Gustafsson                                   | Tomás Carbonell                                     | 5-7, 7-5, 6-4                                       |                                                     |
| 26 | 05-07-1993 | Swedish Open, Båstad                                | World Series                                        | 235 000 $                                           | Terre (ext.)                                        | Horst Skoff                                         | Ronald Agenor                                       | 7-5, 1-6, 6-0                                       |                                                     |
| 27 | 04-07-1994 | Swedish Open, Båstad                                | World Series                                        | 288 750 $                                           | Terre (ext.)                                        | Bernd Karbacher                                     | Horst Skoff                                         | 6-4, 6-3                                            |                                                     |
| 28 | 10-07-1995 | Swedish Open, Båstad                                | World Series                                        | 303 000 $                                           | Terre (ext.)                                        | Fernando Meligeni                                   | Christian Ruud                                      | 6-4, 6-4                                            |                                                     |
| 29 | 08-07-1996 | Swedish Open, Båstad                                | World Series                                        | 303 000 $                                           | Terre (ext.)                                        | Magnus Gustafsson                                   | Andreï Medvedev                                     | 6-1, 6-3                                            |                                                     |
| 30 | 07-07-1997 | Swedish Open, Båstad                                | World Series                                        | 303 000 $                                           | Terre (ext.)                                        | Magnus Norman                                       | Juan Antonio Marín                                  | 7-5, 6-2                                            |                                                     |
| 31 | 06-07-1998 | Swedish Open, Båstad                                | Int' Series                                         | 315 000 $                                           | Terre (ext.)                                        | Magnus Gustafsson                                   | Andreï Medvedev                                     | 6-2, 6-3                                            |                                                     |
| 32 | 05-07-1999 | Swedish Open, Båstad                                | Int' Series                                         | 325 000 $                                           | Terre (ext.)                                        | Juan Antonio Marín                                  | Andreas Vinciguerra                                 | 6-4, 7-64                                           |                                                     |
| 33 | 10-07-2000 | Swedish Open, Båstad                                | Int' Series                                         | 350 000 $                                           | Terre (ext.)                                        | Magnus Norman                                       | Andreas Vinciguerra                                 | 6-1, 7-66                                           |                                                     |
| 34 | 09-07-2001 | Telenordia Swedish Open, Båstad                     | Int' Series                                         | 375 000 $                                           | Terre (ext.)                                        | Andrea Gaudenzi                                     | Bohdan Ulihrach                                     | 7-5, 6-3                                            |                                                     |
| 35 | 08-07-2002 | Swedish Open, Båstad                                | Int' Series                                         | 356 000 $                                           | Terre (ext.)                                        | Carlos Moyà                                         | Younès El Aynaoui                                   | 6-3, 2-6, 7-5                                       | Tableau                                             |
| 36 | 07-07-2003 | Synsam Swedish Open, Båstad                         | Int' Series                                         | 355 000 $                                           | Terre (ext.)                                        | Mariano Zabaleta                                    | Nicolás Lapentti                                    | 6-3, 6-4                                            | Tableau                                             |
| 37 | 05-07-2004 | Synsam Swedish Open, Båstad                         | Int' Series                                         | 355 000 $                                           | Terre (ext.)                                        | Mariano Zabaleta                                    | Gastón Gaudio                                       | 6-1, 4-6, 7-64                                      | Tableau                                             |
| 38 | 04-07-2005 | Synsam Swedish Open, Båstad                         | Int' Series                                         | 355 000 $                                           | Terre (ext.)                                        | Rafael Nadal                                        | Tomáš Berdych                                       | 2-6, 6-2, 6-4                                       | Tableau                                             |
| 39 | 10-07-2006 | Synsam Swedish Open, Båstad                         | Int' Series                                         | 355 000 $                                           | Terre (ext.)                                        | Tommy Robredo                                       | Nikolay Davydenko                                   | 6-2, 6-1                                            | Tableau                                             |
| 40 | 09-07-2007 | Catella Swedish Open, Båstad                        | Int' Series                                         | 391 000 $                                           | Terre (ext.)                                        | David Ferrer                                        | Nicolás Almagro                                     | 6-1, 6-2                                            | Tableau                                             |
| 41 | 07-07-2008 | Catella Swedish Open, Båstad                        | Int' Series                                         | 305 000 €                                           | Terre (ext.)                                        | Tommy Robredo                                       | Tomáš Berdych                                       | 6-4, 6-1                                            | Tableau                                             |
| 42 | 13-07-2009 | Catella Swedish Open, Båstad                        | ATP 250                                             | 398 250 €                                           | Terre (ext.)                                        | Robin Söderling                                     | Juan Mónaco                                         | 6-3, 7-64                                           | Tableau                                             |
| 43 | 12-07-2010 | Skistar Swedish Open, Båstad                        | ATP 250                                             | 398 250 €                                           | Terre (ext.)                                        | Nicolás Almagro                                     | Robin Söderling                                     | 7-5, 3-6, 6-2                                       | Tableau                                             |
| 44 | 11-07-2011 | Skistar Swedish Open, Båstad                        | ATP 250                                             | 398 250 €                                           | Terre (ext.)                                        | Robin Söderling                                     | David Ferrer                                        | 6-2, 6-2                                            | Tableau                                             |
| 45 | 09-07-2012 | Skistar Swedish Open, Båstad                        | ATP 250                                             | 358 425 €                                           | Terre (ext.)                                        | David Ferrer                                        | Nicolás Almagro                                     | 6-2, 6-2                                            | Tableau                                             |
| 46 | 08-07-2013 | Skistar Swedish Open, Båstad                        | ATP 250                                             | 433 770 €                                           | Terre (ext.)                                        | Carlos Berlocq                                      | Fernando Verdasco                                   | 7-5, 6-1                                            | Tableau                                             |
| 47 | 07-07-2014 | Skistar Swedish Open, Båstad                        | ATP 250                                             | 426 605 €                                           | Terre (ext.)                                        | Pablo Cuevas                                        | João Sousa                                          | 6-2, 6-1                                            | Tableau                                             |
| 48 | 20-07-2015 | Skistar Swedish Open, Båstad                        | ATP 250                                             | 439 405 €                                           | Terre (ext.)                                        | Benoît Paire                                        | Tommy Robredo                                       | 7-67, 6-3                                           | Tableau                                             |
| 49 | 11-07-2016 | Skistar Swedish Open, Båstad                        | ATP 250                                             | 463 520 €                                           | Terre (ext.)                                        | Albert Ramos-Viñolas                                | Fernando Verdasco                                   | 6-3, 6-4                                            | Tableau                                             |
| 50 | 17-07-2017 | Skistar Swedish Open, Båstad                        | ATP 250                                             | 482 060 €                                           | Terre (ext.)                                        | David Ferrer                                        | Alexandr Dolgopolov                                 | 6-4, 6-4                                            | Tableau                                             |
| 51 | 16-07-2018 | Skistar Swedish Open, Båstad                        | ATP 250                                             | 501 345 €                                           | Terre (ext.)                                        | Fabio Fognini                                       | Richard Gasquet                                     | 6-3, 3-6, 6-1                                       | Tableau                                             |
| 52 | 15-07-2019 | Swedish Open, Båstad                                | ATP 250                                             | 524 340 €                                           | Terre (ext.)                                        | Nicolás Jarry                                       | Juan Ignacio Londero                                | 7-67, 6-4                                           | Tableau                                             |
|    | 2020       | Tournoi annulé en raison de la pandémie de Covid-19 | Tournoi annulé en raison de la pandémie de Covid-19 | Tournoi annulé en raison de la pandémie de Covid-19 | Tournoi annulé en raison de la pandémie de Covid-19 | Tournoi annulé en raison de la pandémie de Covid-19 | Tournoi annulé en raison de la pandémie de Covid-19 | Tournoi annulé en raison de la pandémie de Covid-19 | Tournoi annulé en raison de la pandémie de Covid-19 |
| 53 | 12-07-2021 | Nordea Open, Båstad                                 | ATP 250                                             | 419 470 €                                           | Terre (ext.)                                        | Casper Ruud                                         | Federico Coria                                      | 6-3, 6-3                                            | Tableau                                             |
| 54 | 11-07-2022 | Nordea Open, Båstad                                 | ATP 250                                             | 534 555 €                                           | Terre (ext.)                                        | Francisco Cerúndolo                                 | Sebastián Báez                                      | 7-64, 6-2                                           | Tableau                                             |
| 55 | 17-07-2023 | Nordea Open, Båstad                                 | ATP 250                                             | 562 815 €                                           | Terre (ext.)                                        | Andrey Rublev                                       | Casper Ruud                                         | 7-63, 6-0                                           | Tableau                                             |
| 56 | 15-07-2024 | Nordea Open, Båstad                                 | ATP 250                                             | 579 320 €                                           | Terre (ext.)                                        | Nuno Borges                                         | Rafael Nadal                                        | 6-3, 6-2                                            | Tableau                                             |

### Double
| No | Date       | Nom et lieu du tournoi                              | Catégorie                                           | Dotation                                            | Surface                                             | Vainqueurs                                          | Finalistes                                          | Score                                               |                                                     |
| -- | ---------- | --------------------------------------------------- | --------------------------------------------------- | --------------------------------------------------- | --------------------------------------------------- | --------------------------------------------------- | --------------------------------------------------- | --------------------------------------------------- | --------------------------------------------------- |
| 1  | 07-07-1969 | Swedish Open, Båstad                                |                                                     | NC $                                                | Terre (ext.)                                        | Ilie Năstase Ion Țiriac                             | Manuel Orantes Manuel Santana                       | 6-3, 6-4                                            |                                                     |
| 2  | 13-07-1970 | Swedish Open, Båstad                                |                                                     | NC $                                                | Terre (ext.)                                        | Dick Crealy Allan Stone                             | Željko Franulović Jan Kodeš                         | 6-2, 2-6, 12-10                                     |                                                     |
| 3  | 12-07-1971 | Swedish Open, Båstad                                |                                                     | NC $                                                | Terre (ext.)                                        | Ilie Năstase Ion Țiriac                             | Jaime Pinto-Bravo Butch Seewagen                    | 7-6, 6-1                                            |                                                     |
|    | 17-07-1972 | Pas de tableau de double messieurs                  | Pas de tableau de double messieurs                  | Pas de tableau de double messieurs                  | Pas de tableau de double messieurs                  | Pas de tableau de double messieurs                  | Pas de tableau de double messieurs                  | Pas de tableau de double messieurs                  | Pas de tableau de double messieurs                  |
| 4  | 09-07-1973 | Swedish Open, Båstad                                |                                                     | NC $                                                | Terre (ext.)                                        | Nikola Pilić Stan Smith                             | Robert Carmichael Frew McMillan                     | 2-6, 6-4, 6-4                                       |                                                     |
| 5  | 08-07-1974 | Swedish Open, Båstad                                |                                                     | NC $                                                | Terre (ext.)                                        | Paolo Bertolucci Adriano Panatta                    | Ove Bengtson Björn Borg                             | 6-3, 2-6, 6-3                                       |                                                     |
| 6  | 07-07-1975 | Swedish Open, Båstad                                |                                                     | NC $                                                | Terre (ext.)                                        | Ove Bengtson Björn Borg                             | Juan Gisbert Manuel Orantes                         | 7-6, 7-5                                            |                                                     |
| 7  | 05-07-1976 | Swedish Open, Båstad                                |                                                     | 100 000 $                                           | Terre (ext.)                                        | Fred McNair Sherwood Stewart                        | Wojtek Fibak Juan Gisbert                           | 6-3, 6-4                                            |                                                     |
| 8  | 04-07-1977 | Swedish Open, Båstad                                |                                                     | 75 000 $                                            | Terre (ext.)                                        | Mark Edmondson John Marks                           | Jean-Louis Haillet François Jauffret                | 6-4, 6-0                                            |                                                     |
| 9  | 17-07-1978 | Swedish Open, Båstad                                |                                                     | 75 000 $                                            | Terre (ext.)                                        | Robert Carmichael Mark Edmondson                    | Péter Szőke Balázs Taróczy                          | 7-5, 6-4                                            |                                                     |
| 10 | 16-07-1979 | Swedish Open, Båstad                                |                                                     | 75 000 $                                            | Terre (ext.)                                        | Heinz Günthardt Bob Hewitt                          | Mark Edmondson John Marks                           | 6-2, 6-2                                            |                                                     |
| 11 | 14-07-1980 | Swedish Open, Båstad                                |                                                     | 75 000 $                                            | Terre (ext.)                                        | Heinz Günthardt Markus Günthardt                    | John Feaver Peter McNamara                          | 6-4, 6-4                                            |                                                     |
| 12 | 20-07-1981 | Swedish Open, Båstad                                |                                                     | 75 000 $                                            | Terre (ext.)                                        | Mark Edmondson John Fitzgerald                      | Anders Järryd Hans Simonsson                        | 2-6, 7-5, 6-0                                       |                                                     |
| 13 | 12-07-1982 | Swedish Open, Båstad                                |                                                     | 75 000 $                                            | Terre (ext.)                                        | Anders Järryd Hans Simonsson                        | Joakim Nyström Mats Wilander                        | 0-6, 6-3, 7-6                                       | Tableau                                             |
| 14 | 11-07-1983 | Swedish Open, Båstad                                |                                                     | 75 000 $                                            | Terre (ext.)                                        | Joakim Nyström Mats Wilander                        | Anders Järryd Hans Simonsson                        | 1-6, 7-6, 7-6                                       | Tableau                                             |
| 15 | 16-07-1984 | Swedish Open, Båstad                                |                                                     | 75 000 $                                            | Terre (ext.)                                        | Jan Gunnarsson Michael Mortensen                    | Juan Avendaño Fernando Roese                        | 6-0, 6-0                                            |                                                     |
| 16 | 15-07-1985 | Swedish Open, Båstad                                |                                                     | 80 000 $                                            | Terre (ext.)                                        | Stefan Edberg Anders Järryd                         | Sergio Casal Emilio Sánchez                         | 6-0, 7-6                                            | Tableau                                             |
| 17 | 21-07-1986 | Swedish Open, Båstad                                |                                                     | 125 000 $                                           | Terre (ext.)                                        | Sergio Casal Emilio Sánchez                         | Craig Campbell Joey Rive                            | 6-4, 6-2                                            |                                                     |
| 18 | 27-07-1987 | Swedish Open, Båstad                                |                                                     | 175 000 $                                           | Terre (ext.)                                        | Stefan Edberg Anders Järryd                         | Emilio Sánchez Javier Sánchez                       | 7-6, 6-3                                            |                                                     |
| 19 | 11-07-1988 | Swedish Open, Båstad                                |                                                     | 215 000 $                                           | Terre (ext.)                                        | Patrick Baur Udo Riglewski                          | Stefan Edberg Nicklas Kroon                         | 6-7, 6-1, 6-4                                       |                                                     |
| 20 | 31-07-1989 | Swedish Open, Båstad                                |                                                     | 275 000 $                                           | Terre (ext.)                                        | Per Henricsson Nicklas Utgren                       | Josef Čihák Karel Nováček                           | 7-5, 6-2                                            |                                                     |
| 21 | 09-07-1990 | Swedish Open, Båstad                                | World Series                                        | 225 000 $                                           | Terre (ext.)                                        | Ronnie Båthman Rikard Bergh                         | Jan Gunnarsson Udo Riglewski                        | 6-1, 6-4                                            |                                                     |
| 22 | 08-07-1991 | Swedish Open, Båstad                                | World Series                                        | 225 000 $                                           | Terre (ext.)                                        | Ronnie Båthman Rikard Bergh                         | Magnus Gustafsson Anders Järryd                     | 6-4, 6-4                                            |                                                     |
| 23 | 06-07-1992 | Swedish Open, Båstad                                | World Series                                        | 235 000 $                                           | Terre (ext.)                                        | Tomás Carbonell Christian Miniussi                  | Christian Bergström Magnus Gustafsson               | 6-4, 7-5                                            |                                                     |
| 24 | 05-07-1993 | Swedish Open, Båstad                                | World Series                                        | 235 000 $                                           | Terre (ext.)                                        | Henrik Holm Anders Järryd                           | Brian Devening Tomas Nydahl                         | 6-1, 3-6, 6-3                                       |                                                     |
| 25 | 04-07-1994 | Swedish Open, Båstad                                | World Series                                        | 288 750 $                                           | Terre (ext.)                                        | Jan Apell Jonas Björkman                            | Nicklas Kulti Mikael Tillström                      | 6-2, 6-3                                            |                                                     |
| 26 | 10-07-1995 | Swedish Open, Båstad                                | World Series                                        | 303 000 $                                           | Terre (ext.)                                        | Jan Apell Jonas Björkman                            | Jon Ireland Andrew Kratzmann                        | 6-3, 6-0                                            |                                                     |
| 27 | 08-07-1996 | Swedish Open, Båstad                                | World Series                                        | 303 000 $                                           | Terre (ext.)                                        | David Ekerot Jeff Tarango                           | Joshua Eagle Peter Nyborg                           | 6-4, 3-6, 6-4                                       |                                                     |
| 28 | 07-07-1997 | Swedish Open, Båstad                                | World Series                                        | 303 000 $                                           | Terre (ext.)                                        | Nicklas Kulti Mikael Tillström                      | Magnus Gustafsson Magnus Larsson                    | 6-0, 6-3                                            |                                                     |
| 29 | 06-07-1998 | Swedish Open, Båstad                                | Int' Series                                         | 315 000 $                                           | Terre (ext.)                                        | Magnus Gustafsson Magnus Larsson                    | Lan Bale Piet Norval                                | 6-4, 6-2                                            |                                                     |
| 30 | 05-07-1999 | Swedish Open, Båstad                                | Int' Series                                         | 325 000 $                                           | Terre (ext.)                                        | David Adams Jeff Tarango                            | Nicklas Kulti Mikael Tillström                      | 7-66, 6-4                                           |                                                     |
| 31 | 10-07-2000 | Swedish Open, Båstad                                | Int' Series                                         | 350 000 $                                           | Terre (ext.)                                        | Nicklas Kulti Mikael Tillström                      | Andrea Gaudenzi Diego Nargiso                       | 4-6, 6-2, 6-3                                       |                                                     |
| 32 | 09-07-2001 | Telenordia Swedish Open, Båstad                     | Int' Series                                         | 375 000 $                                           | Terre (ext.)                                        | Karsten Braasch Jens Knippschild                    | Simon Aspelin Andrew Kratzmann                      | 7-63, 4-6, 7-65                                     |                                                     |
| 33 | 08-07-2002 | Swedish Open, Båstad                                | Int' Series                                         | 356 000 $                                           | Terre (ext.)                                        | Jonas Björkman Todd Woodbridge                      | Paul Hanley Michael Hill                            | 7-66, 6-4                                           | Tableau                                             |
| 34 | 07-07-2003 | Synsam Swedish Open, Båstad                         | Int' Series                                         | 355 000 $                                           | Terre (ext.)                                        | Simon Aspelin Massimo Bertolini                     | Lucas Arnold Ker Mariano Hood                       | 63-7, 6-0, 6-4                                      | Tableau                                             |
| 35 | 05-07-2004 | Synsam Swedish Open, Båstad                         | Int' Series                                         | 355 000 $                                           | Terre (ext.)                                        | Mahesh Bhupathi Jonas Björkman                      | Simon Aspelin Todd Perry                            | 4-6, 7-62, 7-66                                     | Tableau                                             |
| 36 | 04-07-2005 | Synsam Swedish Open, Båstad                         | Int' Series                                         | 355 000 $                                           | Terre (ext.)                                        | Jonas Björkman Joachim Johansson                    | José Acasuso Sebastián Prieto                       | 6-2, 6-3                                            | Tableau                                             |
| 37 | 10-07-2006 | Synsam Swedish Open, Båstad                         | Int' Series                                         | 355 000 $                                           | Terre (ext.)                                        | Jonas Björkman Thomas Johansson                     | Christopher Kas Oliver Marach                       | 6-3, 4-6, [10-4]                                    | Tableau                                             |
| 38 | 09-07-2007 | Catella Swedish Open, Båstad                        | Int' Series                                         | 391 000 $                                           | Terre (ext.)                                        | Simon Aspelin Julian Knowle                         | Martín García Sebastián Prieto                      | 6-2, 6-4                                            | Tableau                                             |
| 39 | 07-07-2008 | Catella Swedish Open, Båstad                        | Int' Series                                         | 305 000 €                                           | Terre (ext.)                                        | Jonas Björkman Robin Söderling                      | Johan Brunström Jean-Julien Rojer                   | 6-2, 6-2                                            | Tableau                                             |
| 40 | 13-07-2009 | Catella Swedish Open, Båstad                        | ATP 250                                             | 398 250 €                                           | Terre (ext.)                                        | Jaroslav Levinský Filip Polášek                     | Robert Lindstedt Robin Söderling                    | 1-6, 6-3, [10-7]                                    | Tableau                                             |
| 41 | 12-07-2010 | Skistar Swedish Open, Båstad                        | ATP 250                                             | 398 250 €                                           | Terre (ext.)                                        | Robert Lindstedt Horia Tecău                        | Andreas Seppi Simone Vagnozzi                       | 6-4, 7-5                                            | Tableau                                             |
| 42 | 11-07-2011 | Skistar Swedish Open, Båstad                        | ATP 250                                             | 398 250 €                                           | Terre (ext.)                                        | Robert Lindstedt Horia Tecău                        | Simon Aspelin Andreas Siljeström                    | 6-3, 6-3                                            | Tableau                                             |
| 43 | 09-07-2012 | Skistar Swedish Open, Båstad                        | ATP 250                                             | 358 425 €                                           | Terre (ext.)                                        | Robert Lindstedt Horia Tecău                        | Alexander Peya Bruno Soares                         | 6-3, 7-65                                           | Tableau                                             |
| 44 | 08-07-2013 | Skistar Swedish Open, Båstad                        | ATP 250                                             | 433 770 €                                           | Terre (ext.)                                        | Nicholas Monroe Simon Stadler                       | Carlos Berlocq Albert Ramos-Viñolas                 | 6-2, 3-6, [10-3]                                    | Tableau                                             |
| 45 | 07-07-2014 | Skistar Swedish Open, Båstad                        | ATP 250                                             | 426 605 €                                           | Terre (ext.)                                        | Johan Brunström Nicholas Monroe                     | Jérémy Chardy Oliver Marach                         | 4-6, 7-65, [10-7]                                   | Tableau                                             |
| 46 | 20-07-2015 | Skistar Swedish Open, Båstad                        | ATP 250                                             | 439 405 €                                           | Terre (ext.)                                        | Jérémy Chardy Łukasz Kubot                          | Juan Sebastián Cabal Robert Farah                   | 6-7, 6-3, [10-8]                                    | Tableau                                             |
| 47 | 11-07-2016 | Skistar Swedish Open, Båstad                        | ATP 250                                             | 463 520 €                                           | Terre (ext.)                                        | Marcel Granollers David Marrero                     | Marcus Daniell Marcelo Demoliner                    | 6-2, 6-3                                            | Tableau                                             |
| 48 | 17-07-2017 | Skistar Swedish Open, Båstad                        | ATP 250                                             | 482 060 €                                           | Terre (ext.)                                        | Julian Knowle Philipp Petzschner                    | Sander Arends Matwé Middelkoop                      | 6-2, 3-6, [10-7]                                    | Tableau                                             |
| 49 | 16-07-2018 | Skistar Swedish Open, Båstad                        | ATP 250                                             | 501 345 €                                           | Terre (ext.)                                        | Julio Peralta Horacio Zeballos                      | Simone Bolelli Fabio Fognini                        | 6-3, 6-4                                            | Tableau                                             |
| 50 | 15-07-2019 | Swedish Open, Båstad                                | ATP 250                                             | 524 340 €                                           | Terre (ext.)                                        | Sander Gillé Joran Vliegen                          | Federico Delbonis Horacio Zeballos                  | 65-7, 7-5, [10-5]                                   | Tableau                                             |
|    | 2020       | Tournoi annulé en raison de la pandémie de Covid-19 | Tournoi annulé en raison de la pandémie de Covid-19 | Tournoi annulé en raison de la pandémie de Covid-19 | Tournoi annulé en raison de la pandémie de Covid-19 | Tournoi annulé en raison de la pandémie de Covid-19 | Tournoi annulé en raison de la pandémie de Covid-19 | Tournoi annulé en raison de la pandémie de Covid-19 | Tournoi annulé en raison de la pandémie de Covid-19 |
| 51 | 12-07-2021 | Nordea Open, Båstad                                 | ATP 250                                             | 419 470 €                                           | Terre (ext.)                                        | Sander Arends David Pel                             | Andre Begemann Albano Olivetti                      | 6-3, 6-3                                            | Tableau                                             |
| 52 | 11-07-2022 | Nordea Open, Båstad                                 | ATP 250                                             | 534 555 €                                           | Terre (ext.)                                        | Rafael Matos David Vega Hernández                   | Simone Bolelli Fabio Fognini                        | 6-4, 3-6, [13-11]                                   | Tableau                                             |
| 53 | 17-07-2023 | Nordea Open, Båstad                                 | ATP 250                                             | 562 815 €                                           | Terre (ext.)                                        | Gonzalo Escobar Aleksandr Nedovyesov                | Francisco Cabral Rafael Matos                       | 6-2, 6-2                                            | Tableau                                             |
| 54 | 15-07-2024 | Nordea Open, Båstad                                 | ATP 250                                             | 579 320 €                                           | Terre (ext.)                                        | Orlando Luz Rafael Matos                            | Manuel Guinard Grégoire Jacq                        | 7-5, 6-4                                            | Tableau                                             |